# Borys Chambul
Borys Chambul (* 17. Februar 1953 in Toronto) ist ein ehemaliger kanadischer Diskuswerfer.
Bei den Olympischen Spielen 1976 in Montreal schied er in der Qualifikation aus.
1978 siegte er bei den Commonwealth Games in Edmonton, und 1979 wurde er bei den Panamerikanischen Spielen in San Juan Fünfter.
Fünfmal wurde er Kanadischer Meister (1976–1978, 1980, 1982). 1976 wurde er für die University of Washington startend NCAA-Meister. Seine persönliche Bestleistung von 65,40 m stellte er am 21. Juli 1976 in Montreal auf.